# Кролячий острів (Чатем)

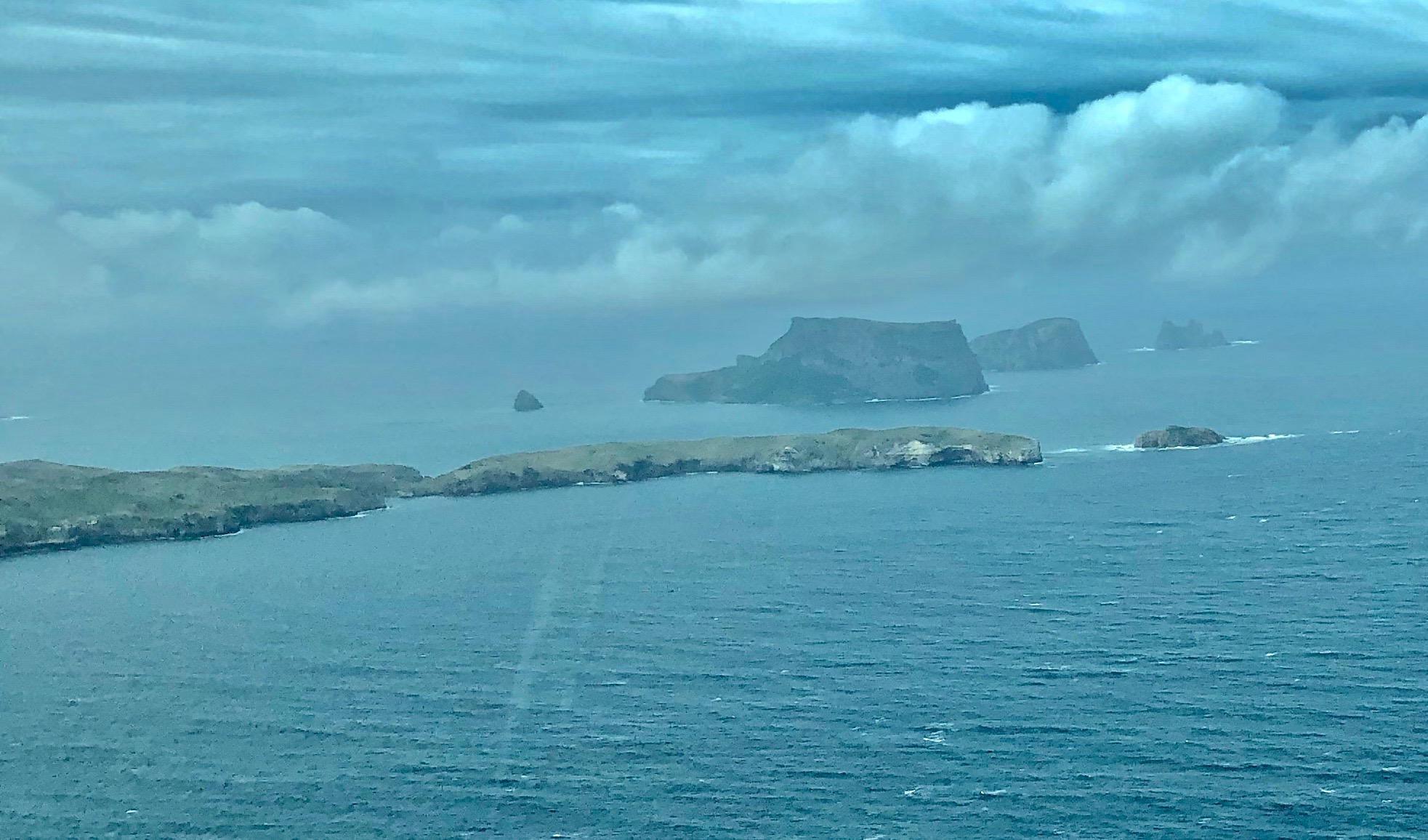
Мис Таравхенуа і Кролячий острів у центрі. Цукрова голова та острови Мангер позаду

Кролячий острів (англ. Rabbit Island) — скелястий острівець, що лежить біля мису Таравхенуа на північно-західному узбережжі острова Пітт у групі островів Чатем на півдні Нової Зеландії. Він сягає близько 300 м завдовжки, 200 м в поперечнику. Найвища точка — 44 м над рівнем моря. BirdLife International визначила його як важливу орнітологічну територію, оскільки тут розмножуються колонії плямистих і чатемських бакланів, що перебувають під загрозою зникнення.